# Cairns
Cairns (pronuncia: [ˈkʰeːnz] o [ˈkʰɛənz]) è una città della costa nord-orientale dell'Australia, nello Stato del Queensland. La città è la quinta più popolosa in Queensland e quattordicesima a livello australiano.

## Storia
Cairns è situata nella zona un tempo abitata dalla popolazione degli yidindji. L'area attualmente occupata dalla città di Cairns fu scoperta nel 1770 dal Capitano James Cook e fu meta di numerose esplorazioni per i successivi 100 anni. Nel 1876 si rivelò necessario costruire nell'area un porto per il trasporto dell'oro proveniente dalle miniere dell'entroterra, e di seguito a questo fu fondata la città. L'area della città era paludosa ed era occupata da una fitta foresta di mangrovie, che presto furono in gran parte eliminate ed il terreno bonificato, per fare posto alle costruzioni. Ben presto la città fu collegata con una nuova ferrovia ed iniziarono a svilupparsi numerose coltivazioni, tra queste quella della canna da zucchero.
La città venne quindi fondata nel 1876, traendo il nome dall'allora Governatore del Queensland William Cairns. La sua posizione strategica era ottima come scalo sul fiume Hodginkson per il materiale proveniente dalle miniere limitrofe. Durante la Seconda guerra mondiale, Cairns fu usata dalle Forze Alleate come base per le operazioni nell'Oceano Pacifico. Dopo la Seconda guerra mondiale, la città si trasformò in un importante centro turistico, tanto che nel 1984 è stato aperto il nuovo aeroporto internazionale ed è stato edificato un importante centro congressi. Il porto di Cairns rappresenta il principale punto di partenza per le crociere dirette sulla Grande barriera corallina. Nel corso del tempo la città si è espansa, raggiungendo i 144.730 abitanti (dati del 2016), ed oggigiorno ospita importanti industrie per la produzione di zucchero.

## Società

### Evoluzione demografica
Secondo il censimento della popolazione del 2016, c'erano 144.787 persone a Cairns (Area urbana significativa).
- Gli aborigeni e gli abitanti delle isole dello Stretto di Torres costituivano l'8,9% della popolazione.
- Il 67,9% delle persone è nato in Australia. I successivi paesi di nascita più comuni sono stati Inghilterra 4,0%, Nuova Zelanda 3,1%, Papua Nuova Guinea 1,5%, Filippine 1,2% e Giappone 1,1%.
- Il 76,9% delle persone parlava solo inglese a casa. Altre lingue parlate in casa includevano giapponese 1,6%, mandarino 0,8%, italiano 0,7%, coreano 0,7% e tedesco 0,6%.

Le risposte più comuni per la religione sono senza religione (32,1%), cattolico (22,4%) e anglicano (13,2%).

## Geografia
Cairns si trova sulla costa orientale della penisola di Cape York, su una fascia costiera tra il Mar dei Coralli e la Great Dividing Range. La parte settentrionale della città si trova a Trinity Bay e il centro della città si trova a Trinity Inlet. A sud del Trinity Inlet si trova la comunità aborigena di Yarrabah. Alcuni dei sobborghi della città si trovano su pianure alluvionali. Il fiume Mulgrave e il fiume Barron scorrono all'interno dell'area metropolitana di Cairns ma non attraverso il CBD di Cairns. Il centro costiero della città si trova su una distesa fangosa.

### Panorama Urbano
Cairns è una città di provincia, con un impianto urbano lineare che va da sud a Edmonton a nord a Ellis Beach. La città è a circa 52 km (32 mi) da nord a sud; ha sperimentato una recente espansione urbana, con sobborghi che occupano terreni un tempo utilizzati per la coltivazione della canna da zucchero.
Le Spiagge Settentrionali sono costituite da una serie di comunità balneari che si estendono a nord lungo la costa. In generale, ogni sobborgo balneare si trova alla fine di una strada secondaria che si estende dalla Captain Cook Highway. Da sud a nord, queste sono Machans Beach, Holloways Beach, Yorkeys Knob, Trinity Park, Trinity Beach, Kewarra Beach, Clifton Beach, Palm Cove ed Ellis Beach.
Il sobborgo di Smithfield è nell'entroterra contro le montagne della Great Dividing Range, tra Yorkeys Knob e Trinity Park. Serve come snodo principale per le spiagge del nord, con una moderna galleria di negozi, chiamata Smithfield Shopping Centre.
A sud di Smithfield e nell'entroterra delle Northern Beaches lungo il bordo della pianura alluvionale del fiume Barron ci sono i sobborghi di Caravonica, Kamerunga, Freshwater e Stratford. Questa zona è a volte indicata come Freshwater Valley, sebbene in realtà sia la parte inferiore della Redlynch Valley; più a monte ci sono i sobborghi di Redlynch, sul lato occidentale della Redlynch Valley, e Brinsmead sul lato orientale. Stratford, Freshwater e Brinsmead sono separate dalla città di Cairns da Mount Whitfield (altitudine 365 m (1.198 piedi)) e Whitfield Range. Anche Crystal Cascades e Copperlode Falls Dam sono dietro questa gamma. (Kuranda, una città sul fiume Barron sul lato occidentale della catena del Macalister, fa parte del bacino economico di Cairns, ma si trova nell'area del governo locale di Tablelands e non fa parte dell'area urbana di Cairns.)
Il centro della città di Cairns è adiacente alla periferia di Cairns North e Parramatta Park, Bungalow, Portsmith e vicino a Westcourt, Manunda, Manoora, Edge Hill, Whitfield, Kanimbla, City View, Mooroobool, Earlville, Woree e Bayview Heights. Il piccolo sobborgo di Aeroglen è stretto tra Mount Whitfield e l'aeroporto, sulla Captain Cook Highway tra Cairns North e Stratford.
Southside Cairns, situata in un'area stretta tra Trinity Inlet a est e Lamb Range a ovest, comprende i sobborghi di White Rock, Mount Sheridan, Bentley Park e Edmonton. I comuni di Goldsborough, Little Mulgrave e Aloomba sono vicino a Gordonvale, sul fiume Mulgrave. Questa zona è servita dalla Bruce Highway. Diverse altre piccole città e comunità all'interno della giurisdizione di Cairns sono sparse lungo la Bruce Highway, la più lontana è Bramston Beach, 81 km (50 miglia) a sud del CBD di Cairns; il più grande di questi comuni è Babinda, a circa 60 km (37 miglia) dalla città.

### Clima
Cairns ha un clima tropicale, in particolare un clima monsonico tropicale (Am) secondo la classificazione climatica di Köppen. Una stagione umida con forti acquazzoni monsonici va da novembre a maggio, con una stagione relativamente secca da giugno a ottobre, anche se in questo periodo possono verificarsi piogge leggere. La piovosità media annua di Cairns è di poco inferiore a 2.000 millimetri (79 pollici), anche se i totali mensili nella stagione delle piogge (dicembre-marzo) possono superare i 1.000 mm (39 pollici), con le precipitazioni più elevate registrate in qualsiasi mese nel gennaio 1981, dove caddero oltre 1.417,4 mm (55,80 pollici) di pioggia.[30] Babinda, una città a sud della città, è la città più piovosa dell'Australia, registrando una piovosità annuale di oltre 4.200 mm (170 pollici).
Cairns ha estati calde e umide e inverni caldi. Le temperature massime medie variano da 26,2 °C (79,2 °F) a luglio a 31,7 °C (89,1 °F) a gennaio. L'attività dei monsoni durante la stagione delle piogge provoca occasionalmente gravi inondazioni dei fiumi Barron e Mulgrave, interrompendo l'accesso alla rete stradale e ferroviaria. Cairns ha 89,7 giorni sereni, all'anno. Il punto di rugiada nella stagione umida (estate) è in media di 23 °C (73 °F). La temperatura media del mare varia da 23,8 °C (74,8 °F) a luglio a 29,4 °C (84,9 °F) a gennaio.

#### Cicloni Tropicali
Come la maggior parte del Queensland settentrionale e dell'estremo nord, Cairns è soggetta a cicloni tropicali, che di solito si formano tra novembre e maggio.
Cicloni notevoli che hanno colpito la regione di Cairns includono:
- Ciclone Yasi, 2011
- Ciclone Larry, 2006
- Ciclone Abigail, 2001
- Ciclone Steve, 2000
- Ciclone Rona, 1999
- Ciclone Justin, 1997

## Turismo
Il turismo è molto sviluppato grazie alla Grande barriera corallina, che si trova nel mare prospiciente la città, alla foresta tropicale che la circonda e alla vicinanza all'altopiano Atherton. Secondo l'Agenzia del Turismo australiana, la regione di Cairns è la quarta destinazione più popolare per i turisti d'oltreoceano, dopo Sydney, Melbourne e Brisbane. La città è dotata di un aeroporto internazionale.

## Governo
Cairns fa parte dell'area del governo locale della regione di Cairns che è governata da un consiglio regionale. Il Consiglio è composto da un sindaco eletto direttamente e 10 consiglieri, eletti da 10 divisioni uninominali (o circoscrizioni) utilizzando un sistema di voto preferenziale opzionale. Le elezioni si tengono ogni quattro anni.
La regione di Cairns è composta da tre ex aree del governo locale. La prima era la città originale di Cairns, costituita dalla regione di Cairns City come elencata sopra. La seconda, che è stata amalgamata nel 1995, era la Contea di Mulgrave (che comprende le altre aree, ovvero le spiagge del nord, la valle di Redlynch e il lato sud). La città di Gordonvale una volta si chiamava Nelson. La terza area è la Contea di Douglas, che si è amalgamata nel 2008 durante le principali riforme del governo locale in tutto lo stato.
Al momento della fusione del 1995, Cairns City aveva una popolazione di circa 40.000 abitanti e Mulgrave Shire aveva una popolazione di circa 60.000. Entrambe le autorità governative locali avevano camere nel CBD di Cairns. Le vecchie sale del consiglio comunale di Cairns sono state trasformate in una nuova biblioteca cittadina. In una decisione controversa,[65] sono state costruite nuove camere del Consiglio su terreni precedentemente contaminati nel sobborgo prevalentemente industriale di Portsmith.
Cairns ha tre rappresentanti nel Parlamento del Queensland, dai distretti elettorali di Barron River, Cairns e Mulgrave. La città è rappresentata nel Parlamento federale da rappresentanti eletti dai distretti di Leichhardt e Kennedy.

## Economia
Cairns funge da principale centro commerciale per le regioni del Far North Queensland e della penisola di Cape York. È una base per gli uffici regionali di vari dipartimenti governativi.
Diversi centri commerciali di varie dimensioni si trovano in tutta Cairns. I più grandi di questi sono il centro commerciale Cairns Central, situato nel quartiere centrale degli affari (CBD), e Stockland Cairns, situato nel sobborgo di Earlville. A Westcourt, è stato ristrutturato uno dei centri commerciali più antichi della città, con il primo DFO della città. Per soddisfare le esigenze dei sobborghi più lontani dal centro città, i complessi commerciali si trovano anche a Mount Sheridan, Redlynch, Smithfield e Clifton Beach.
Nel 2010, il governo statale ha aperto la seconda fase di William McCormack Place, un edificio per uffici da 80 milioni di dollari australiani accreditato come il primo edificio a 6 stelle con classificazione verde della città.

## Media
Il Cairns Post è un quotidiano pubblicato in città; viene pubblicato anche un settimanale, The Cairns Sun. The Courier-Mail è un quotidiano del Queensland pubblicato a Brisbane. Anche il quotidiano australiano circola ampiamente. Il Cairns Bulletin è un giornale indipendente in circolazione nell'area di Cairns.
Cairns è servita da cinque stazioni televisive, tre stazioni televisive commerciali (WIN Television, Seven Queensland e Southern Cross Nine) che sono affiliate regionali delle tre reti televisive commerciali australiane (Ten, Seven e Nine) e emittenti pubbliche i servizi ABC e SBS .
Tutte e tre le principali reti commerciali producono copertura di notizie locali: Seven Queensland e WIN Television mandano in onda entrambi notiziari locali di 30 minuti alle 18:00 ogni sera su settimana, prodotti dalle redazioni della città ma trasmessi rispettivamente dagli studi di Maroochydore e Wollongong. Southern Cross Nine trasmette un'edizione regionale del Queensland di Nine News da Brisbane ogni sera della settimana alle 18:00, con deroghe locali per Cairns e Far North Queensland.
Le stazioni radio di Cairns includono un certo numero di emittenti pubbliche, commerciali e comunitarie. L'ABC trasmette ABC Far North, ABC Radio National, ABC NewsRadio, ABC Classic FM e la rete giovanile Triple J. Le stazioni radio commerciali includono Star 102.7, 4CA 846 AM, Hot FM, Sea FM e 104.3 4TAB sports radio, mentre le stazioni radio comunitarie sono 4CCR-FM, 101,9 Coast FM, Orbit FM 88.0FM e 87.8FM e 4CIM 98.7FM.

## Industria e Agricoltura
La terra intorno a Cairns è ancora utilizzata per la coltivazione della canna da zucchero, sebbene questa terra sia sempre più sotto pressione dai nuovi sobborghi man mano che la città cresce. Il Mulgrave Sugar Mill si trova a Gordonvale (17.0929°S 145.7889°E).[77][78]
La centrale idroelettrica di Barron Gorge si trova nelle vicinanze del fiume Barron inferiore e fornisce energia verde per alcune delle esigenze della città.

## Infrastrutture e trasporti
Cairns è un importante snodo dei trasporti nella regione del Far North Queensland. Situato alla base della penisola di Cape York, fornisce importanti collegamenti di trasporto tra le regioni della penisola e del Golfo di Carpentaria e le aree a sud dello stato. L'aeroporto internazionale di Cairns è essenziale per la vitalità dell'industria turistica della zona.

### Strade
La Bruce Highway nei sobborghi meridionali di Cairns all'ora di punta mattutina.
La Bruce Highway corre per 1.700 km (1.056 mi) da Bald Hills sul confine settentrionale della città di Brisbane e termina a Woree, un sobborgo meridionale di Cairns. La Captain Cook Highway (nota anche come Cook Highway) inizia ad Aeroglen, un sobborgo settentrionale di Cairns, e corre per circa 76 km (47 miglia) a nord-ovest fino a Mossman.
Nelle strategie di pianificazione regionale è stata identificata la necessità di futuri aggiornamenti per la Bruce Highway in base agli standard autostradali attraverso la periferia meridionale fino a Gordonvale, per far fronte alla crescente congestione dovuta alla rapida crescita della popolazione. Ciò si tradurrà in cavalcavia in tutte le principali intersezioni da Woree a Gordonvale. L'autostrada devierà da Bentley Park a Gordonvale, bypassando Edmonton per ridurre gli effetti del rumore stradale sulle aree residenziali.
La Kennedy Highway inizia a Smithfield sulla pianura alluvionale del fiume Barron a nord di Cairns e risale la Macalister Range fino alla cittadina di Kuranda. L'autostrada si estende quindi alla città di Mareeba sull'altopiano di Atherton e continua verso le comunità della penisola di Cape York.
La Gillies Highway inizia nella cittadina di Gordonvale e risale la Gillies Range (parte della Great Dividing Range) fino alla città di Atherton sull'altopiano di Atherton, passando per la cittadina di Yungaburra lungo la strada.
La controversa strada privata, Quaid Road, è stata costruita nel 1989 attraverso quella che oggi è un'area del patrimonio mondiale dei Tropici Umidi e collega Wangetti, sulla costa appena a nord di Cairns, a Southedge, appena a sud del Monte Molloy. La strada non è aperta al pubblico e non è adibita alla circolazione generale.

### Autobus
Esiste una rete di trasporto pubblico di autobus all'interno della città, con due snodi di transito situati all'interno del CBD: il distretto della stazione ferroviaria centrale di Cairns e la stazione degli autobus di Cairns City situata all'interno dell'area di Lake Street e Shield Street, attraverso la quale operano e forniscono tutte le linee di autobus. collegamento a taxi, servizi di condivisione di corse e servizi ferroviari interurbani. La rete di trasporti comprende gran parte della città, da Palm Cove a nord, Gordonvale a sud e Redlynch a ovest. È gestito in tutta la città da Translink: attraverso un contratto di servizio con la società Sunbus Cairns, tuttavia nella regione non è stato implementato il sistema di biglietteria Go Card. Un servizio di bus navetta più piccolo, Jon's Kuranda Bus, collega Cairns e Kuranda insieme ad altri servizi di pullman privati. I principali hub degli autobus nel CBD di Cairns sono la stazione degli autobus di Cairns City, aperta nel 2014, e a Cairns Central), l'ex che serve quasi tutte le linee di autobus a Cairns.
Cairns è servita da autobus a lunga percorrenza per Brisbane e per le città regionali a sud. I pullman operano anche a ovest verso Mount Isa via Townsville e verso Alice Springs e Darwin nel Territorio del Nord.

### Società di taxi e reti di trasporto
Cairns ha anche un'importante compagnia di taxi, Cairns Taxis, che serve la regione di Cairns. Uber è stato introdotto nella regione nel marzo 2017, al servizio della regione più grande. Ola è stato lanciato nel febbraio 2020.

### Treni
I lavoratori delle ferrovie sulla ferrovia di Cairns con una vista di Glacier Rock in background, ca. 1891.
La stazione ferroviaria di Cairns è il capolinea della linea ferroviaria della costa settentrionale del Queensland, che segue la costa orientale da Brisbane. I servizi sono gestiti da Queensland Rail (QR) e includono il treno diesel ad alta velocità Tilt. Lungo il percorso operano anche treni merci, con una struttura di movimentazione merci QR situata a Portsmith.
Pacific National Queensland (una divisione di Pacific National, di proprietà di Asciano Limited) gestisce un raccordo ferroviario a Woree. Gestisce treni privati sulla rete ferroviaria di proprietà del governo statale del Queensland e gestita dalla divisione Network di QR.
La Kuranda Scenic Railway opera da Cairns. La ferrovia turistica sale il Macalister Range e non viene utilizzata per i servizi pendolari. Passa attraverso i sobborghi di Stratford, Freshwater (fermandosi a Freshwater Station) e Redlynch prima di raggiungere Kuranda.
I servizi di trasporto merci per Forsayth sono stati interrotti a metà degli anni '90. Si trattava di servizi misti di merci e passeggeri che servivano le città semi-remote a ovest della Great Dividing Range. Ora c'è un servizio settimanale per soli passeggeri, The Savannahlander, che parte da Cairns il mercoledì mattina. Il Savannahlander è gestito da una compagnia privata, Cairns Kuranda Steam Trains.
Cairns è servita da una rete ferroviaria a scartamento ridotto (o treno di canna) che trasporta la canna da zucchero raccolta al Mulgrave Sugar Mill situato a Gordonvale. La pressione dell'espansione urbana su terreni precedentemente coltivati dai coltivatori di canna ha visto questa rete ridotta negli ultimi anni.

### Aeroporti
L'aeroporto internazionale di Cairns si trova a 7 km (4 miglia) a nord di Cairns City tra il CBD e le spiagge del nord. Il terminal nazionale dell'aeroporto di Cairns è stato oggetto di un'ampia riqualificazione iniziata nel 2007 e completata nel 2010.
L'aeroporto ha un terminal nazionale, un terminal internazionale e un'area di aviazione generale. L'aeroporto gestisce voli internazionali e voli verso le principali città australiane, destinazioni turistiche e destinazioni regionali in tutto il North Queensland. È un'importante base per l'aviazione generale che serve la penisola di Cape York e le comunità del Golfo di Carpentaria. L'aeroporto di Cairns è anche una base per il Royal Flying Doctor Service.

### Cairns Marina
Il Cairns Seaport, situato su Trinity Inlet, è gestito dalla Cairns Port Authority. Serve come un importante porto per gli operatori turistici che forniscono escursioni giornaliere sulla barriera corallina. Questi sono costituiti da grandi catamarani in grado di trasportare oltre 300 passeggeri, nonché da operatori più piccoli che possono ospitare fino a 12 turisti. Cairns Port è anche un porto di scalo per navi da crociera, come Captain Cook Cruises, che navigano nell'Oceano Pacifico meridionale. Fornisce inoltre servizi di trasporto merci alle township costiere della penisola di Cape York, dello stretto di Torres e del Golfo di Carpentaria.
Il carico annuale attraverso il porto ammonta a 1,13 milioni di tonnellate. Quasi il 90% del commercio è costituito da carichi alla rinfusa, inclusi petrolio, zucchero, melassa, fertilizzanti e gas GPL. Nel porto si trova anche un gran numero di pescherecci. C'è anche un porto turistico che ospita yacht privati e barche utilizzate per operazioni turistiche.
Il Trinity Wharf è stato recentemente oggetto di un'importante ristrutturazione per migliorare l'area per le operazioni turistiche e delle navi da crociera. I moli merci si trovano a sud di Trinity Wharf, più su Trinity Inlet.

## Educazione
Cairns ha numerose scuole primarie e secondarie. Sistemi separati di scuole pubbliche e private operano nel Queensland. Ci sono 20 scuole primarie statali e 16 scuole superiori statali gestite dal Dipartimento dell'Istruzione del governo dello stato del Queensland all'interno dell'area del consiglio comunale di Cairns, comprese 6 scuole nelle aree prevalentemente rurali a sud di Gordonvale.
Le scuole cattoliche romane sono gestite da Catholic Education Cairns. Il sistema cattolico romano comprende diciannove scuole primarie, sei college secondari e un college P-12. Ci sono quasi 6.700 studenti primari e 4.000 studenti secondari iscritti al sistema scolastico cattolico romano.
Ci sono anche altre quattro scuole indipendenti: Peace Lutheran College, Trinity Anglican School, Freshwater Christian College e Redlynch State College.
C'è anche la Hinterland Cairns Steiner School, che è indipendente.
Il campus di Cairns della James Cook University si trova a Smithfield. CQUniversity Australia ha istituito un centro studi a Cairns. La città ospita anche un college TAFE e una base School of the Air, entrambi situati nel sobborgo interno di Manunda.

## Amministrazione

### Gemellaggi
Cairns è gemellata con:
- Minami, dal 1969
- Lae, dal 1984
- Sidney, dal 1984
- Riga, dal 1990
- Zhanjiang, dal 2004
- Oyama, dal 2006
- Scottsdale, dal 1987[senza fonte]
- Seongnam[senza fonte]